# Morgan Betz
Morgan Betz (Amsterdam, 1974) is een Nederlands kunstenaar, deels van Amerikaanse komaf, werkend vanuit zijn geboorteplaats, Berlijn en Japan.
Hij kreeg zijn opleiding aan de Gerrit Rietveld Academie en De Ateliers, een postacademische opleiding annex kunstenaarscollectief werkend vanuit een oud gebouw van de Rijksakademie van beeldende kunsten aan de Stadhouderskade.
Betz protesteert met zijn werken tegen het feit dat kunstobjecten (in de gaande visie) enige relevantie met zich mee zouden moeten brengen. Schoonheid van het object lijkt niet meer voldoende te zijn in zijn ogen. Betz is daarbij dus tegendraads met opvallende kleuren. Hij probeert in zijn atelier in Berlijn een evenwicht te vinden tussen een stroom van ideeën (fictie) en het uiteindelijke kunstwerk (realiteit), dat het na realisatie zichzelf binnen de kunstwereld moet redden.
Betz had in het voorjaar 2018 de expositie Flies on milk, green eggs and ham, deels vernoemd naar het kinderboek Green eggs and ham (1960) van Dr. Seuss in het Gemeentemuseum Den Haag dat teruggreep op zijn kinderjaren. Voor die tentoonstelling ontwierp hij ook een sculptuur bestaande uit een knalroze kruis van 550 bij 125 bij 450 cm gemaakt uit stalen buizen, dat in de vijver bij het museum werd geplaatst. In 2019 was het beeld te zien tijdens ArtZuid, dat het omschreef als provocerend en het plaatste in de vijver op het Museumplein. Dat provocerende werd niet opgepikt door de Instagramgeneratie, die het beeld op selfies liet figureren, aldus de verbaasde kunstenaar in een interview voor Amsterdam FM van mei 2019.
Hij maakt schilderijen, beelden en installaties. Zo voorzag hij een woning aan de Keizersgracht van een Green room, een kamer in een kamer bij een kunstverzamelaar.